# سفارة سيشل في مصر
سفارة سيشل لدى مصر هي الممثلية الدبلوماسية العليا لدولة سيشل لدى جمهورية مصر العربية.  

## عنوان السفارة
14 شارع بهجت علي، الزمالك، القاهرة·

## اقرأ أيضا
- قائمة البعثات الديبلوماسية في مصر